# دوف بن مائير
دوف بين-مائير هو نقابي وكاتب واقتصادي وشخصية أعمال وسياسي إسرائيلي، ولد في 11 أغسطس 1927 في Ciechocinek ‏ في بولندا، وتوفي في 21 مارس 2020 في تل أبيب في إسرائيل. نشط حزبياً في معراخ. وقد انتخب عضو الكنيست ‏ (20 يوليو 1981 – 21 نوفمبر 1988).